# Grönvit fotsläpare
Grönvit fotsläpare (Nycteola svecica) är en fjärilsart som först beskrevs av Felix Bryk 1941.  Grönvit fotsläpare ingår i släktet Nycteola, och familjen trågspinnare. Artens livsmiljö är skogslandskap, jordbrukslandskap, stadsmiljö.